# Asifabad
Asifabad è una suddivisione dell'India, classificata come census town, di 19.334 abitanti, situata nel distretto di Adilabad, nello stato federato del Telangana. In base al numero di abitanti la città rientra nella classe IV (da 10.000 a 19.999 persone).

## Geografia fisica
La città è situata a 19° 22' 0 N e 79° 16' 60 E e ha un'altitudine di 217 m s.l.m..

## Società

### Evoluzione demografica
Al censimento del 2001 la popolazione di Asifabad assommava a 19.334 persone, delle quali 10.062 maschi e 9.272 femmine. I bambini di età inferiore o uguale ai sei anni assommavano a 2.486, dei quali 1.300 maschi e 1.186 femmine. Infine, coloro che erano in grado di saper almeno leggere e scrivere erano 11.976, dei quali 7.112 maschi e 4.864 femmine.